# Cootehill
Cootehill, anomenat des de la Colonització de l'Ulster com a Munnilly (en gaèlic irlandès Muinchille) és una vila d'Irlanda, al comtat de Cavan, a la província de l'Ulster.

## Història
Cootehill fou establit com a centre comercial en 1725 quan va obtenir una carta per a organitzar mercats i fires tot desenvolupant forts lligams amb la indústria irlandesa del lli. Cootehill va treure el seu nom el segle xvii del matrimoni del coronel cronwellià Thomas Coote amb Frances Hill de Hillsborough. Thomas Coote fou jutge de la Tribunal de Causes Comunes al segle xviii, i altres membres de la família foren xèrifs i ajudants de xèrifs en el segle xix.
Una descripció de 1844 diu: " "La ciutat està relativament ben construïda i habitada i no podria ser igualad en aparença per qualsevol altre lloc entre ella i Dublín excepte Navan."
El Cootehill d'aleshores tenien sorprenents lligams amb el moviment sindical i comunista. El 1872 s'hi va establir una branca de la Primera Internacional, com les branques de Dublín, Cork, i Belfast.
La vila ha estat visitada els darrers anys per la Presidenta Mary McAleese en 2002, per a obrir Damien House, vora Dartrey Forest; Bertie Ahern, quan era Taoiseach, visità Cootehill en 2006; el pastor John Wesley, fundador del moviment metodista i evangèlic visità la vila en el segle XVIII; Eoghan Ruadh Ó Néill hi entrenà l'exèrcit de l'Ulster durant les Guerres Confederades Irlandeses de 1640.